# Jeremy Unertl
Jeremy Dale Unertl (15 de noviembre de 1978 en Hartford, Wisconsin) es un jugador profesional de fútbol americano juega la posición de safety para Toronto Argonauts en la Canadian Football League. Firmó para Green Bay Packers como agente libre en 2002. Jugó como colegial en Wisconsin–La Crosse.
También participó con Baltimore Ravens de la National Football League, Frankfurt Galaxy en la NFL Europa, Las Vegas Gladiators, Columbus Destroyers and Chicago Rush en la Arena Football League y California Redwoods en la United Football League.

## Estadísticas UFL
| Temporada | Año | Tkl | Ast | Tot | Sck | Yds | FF |
| --------- | --- | --- | --- | --- | --- | --- | -- |
| 2009      | CAR | 2   | 1   | 2.5 | 0.0 | 0   | 0  |